# Gothemsån
Gothemsån (ook wel Gothemån)  is een van de twee (relatief) grote rivieren die het Zweedse eiland Gotland rijk is. De rivier is ongeveer 50 km lang en heeft een afwateringsgebied van 480 km². De rivier, die geen zijrivieren van enige betekenis heeft, heeft haar bron op het midden van Gotland, stroomt vervolgens noordoostwaarts. Bij Åminne stroomt ze de Oostzee in. 
Naamgever van de rivier is het kleine dorp Gothem, dat overigens niet aan het riviertje ligt, maar naam geeft aan de gehele omgeving.